# Budvar aréna
Budvar aréna je hokejový stadion v Českých Budějovicích, na kterém hraje domácí zápasy hokejový klub Banes Motor České Budějovice, účastník Extraligy ledního hokeje.
České Budějovice byly po Praze a Bratislavě třetím městem v Československu, které mělo vybudovaný zimní stadion s umělou ledovou plochou. Otevřen byl 27. října 1946. V roce 1967 se stadion dočkal zastřešení. V prosinci 1979 byla dobudována druhá ledová plocha, sloužící k tréninkům. V letech 2001–2002 prošel budějovický zimní stadion kompletní rekonstrukcí. Znovuotevřen byl 4. 10. 2002, od té doby nese název Budvar aréna podle významného sponzora českého hokeje n. p. Budějovický Budvar.

## Významné akce
Konala se zde jedna základní skupina Mistrovství světa ve volejbale mužů 1966.
Konala se zde jedna základní skupina a skupina o udržení Mistrovství světa v ledním hokeji do 18 let 2005.
Mistrovství světa v ledním hokeji žen 2025 se zde bude konat v od 9. do 20. dubna 2025.

## Parametry
- kapacita: 6421 diváků (5870 sedících, 551 na stání)
- ledová plocha má rozměry 58 metrů na délku a 28 metrů na šířku, což neodpovídá standardu IIHF